# John Thompson (producent pornograficzny)
John Thompson (prawdziwe personalia: Raymond Louis Bacharach, ur. 11 maja 1945 w Monachium) – niemiecki producent, scenarzysta i reżyser filmów pornograficznych, założyciel niemieckiego studia zajmującego się produkcją filmów pornograficznych - John Thompson Productions. 

## Życiorys
Studiował psychologię i sztukę w Berlinie. Zanim w 1997 założył własną firmę produkcyjną, pracował jako reżyser i operator dla niemieckiej wytwórni Puaka. Stał się znany z częstego przedstawiania w filmach scen gang bang, bukkake i gokkun, BDSM i upokarzania seksualnego, a także urofilii. Z tego względu dystrybucja części jego filmów była zakazana w niektórych krajach, w tym w Szwajcarii czy Nowej Zelandii, gdzie zakazane jest prezentowanie urofilii.
Tworzył między innymi pornograficzne serie GGG (German Goo Girls), JT, DEM, 666. Wpływ na jego twórczość miał Rainer Werner Fassbinder. Na swoim koncie ma około 700 produkcji, przeciętnie wydaje 6 serii DVD każdego roku.
Jego produkcje zdobywały nagrody branżowe, jak Venus Award czy nominacje do nagrody AVN. W swoich filmach zatrudniał często niemieckie amatorki lub z innych krajów Europy. W jego produkcjach międzynarodową karierę rozpoczynała Annette Schwarz. W lutym 2010 sąd okręgowy w Monachium skazał go na grzywnę w wysokości 75 tys. euro za serię wideo Sexbox za produkcję i dystrybucję brutalnej pornografii na podstawie art. 184a kodeksu karnego. Od 2011 John Thompson działa również jako „Berlin Media Art JT e.K.” i realizował filmy w Berlinie.
Żonaty z Kerstin Sabine Gotzmann, jedną ze swych byłych aktorek, o pseudonimie Victoria.

## Nagrody
- 2004: Venus Award – Nagroda Jury za specjalną produkcję wideo – German Goo Girls (John Thompson Productions)[15]
- 2005: Venus Award – E–line Award – Najlepszy reżyser niemiecki[16]
- 2008: Orgazmik Award – Najlepsza seria roku My First Time[11]
- 2012: Venus Award – Najlepszy reżyser (GGG)[17]
- 2014: Venus Award – Najlepszy producent[18]
- 2016: Venus Award – Najlepsza wytwórnia Bukkake – GGG John Thompson